# Tombs (Band)
Tombs ist eine US-amerikanische Sludge- und Post-Metal-Band aus New York City, New York, die im Jahr 2007 gegründet wurde.

## Geschichte
Die Band wurde im Jahr 2007 von dem Sänger und Gitarristen Mike Hill, dem Bassisten Dominic Seita und dem Schlagzeuger Justin Ennis in Brooklyn gegründet. Über Hills eigenes Label Black Box Recordings erschienen im selben Jahr eine erste, selbstbetitelte EP, sowie eine Split-Veröffentlichung zusammen mit Planks. Danach wechselte die Band zu Relapse Records, worüber Winter Hours (2009), worauf der Bassist Carson James und der Schlagzeuger Andrew Hernandez als neue Mitglieder zu hören waren, und das von John Congleton produzierte Album Path of Totality (2011) erschienen. Letzterer Tonträger wurde vom Decibel zum Album des Jahres erklärt. Zudem ging die Band auf Touren durch Nordamerika und Europa und spielte zusammen mit Gruppen wie Isis, Pelican, Wolves in the Throne Room, The Secret und Kylesa. Auf dem Album Savage Gold, das 2014 erschien, bestand die Band neben Mike Hill aus dem Schlagzeuger Andrew Hernandez, dem Bassisten Ben Brand und dem Gitarristen Garett Bussanick. Produziert wurde der Tonträger von Erik Rutan. Auf dem Tonträger sind J. Bennett und Sera Timms von Ides of Gemini als Gastmusiker zu hören.

## Stil
Laut Bandbiografie auf tombscult.com ist die Band durch Black Metal und Industrial beeinflusst worden. Laut James Christopher Monger vom AllMusic spielt die Band eine Mischung aus Post-Rock, Sludge und Black Metal. Simon Dümpelmann vom Rock Hard ordnete die Band dem Post-Metal zu. Savage Gold tendiere im Vergleich zu den Vorgängern stärker Richtung Black- und Death-Metal. Im Interview mit Dümpelmann gab Mike Hill Künstler wie Origin und Nick Cave als Einflüsse an. Robert Müller vom Metal Hammer schrieb, dass Hill durch Noise-Rock-Gruppen des Labels Amphetamine Reptile Records und Black-Metal-Bands beeinflusst wird. Im Interview mit Müller gab Hill Gruppen wie My Bloody Valentine und Deathspell Omega als Einflüsse an. Path of Totality sei laut Müller roher, rasender und primitiver als noch Winter Hours, das für ihn noch Post-Metal gewesen sei. Laut Hill sei die gesteigerte Aggressivität auf den neuen Schlagzeuger Andrew Hernandez zurückzuführen, der technischer und aggressiver sei, wodurch er die Black-Metal-Einflüsse stärker betone. Petra Schurer vom selben Magazin schrieb über Path of Totality, dass sich die Band im Grenzbereich zwischen Black Metal und Hardcore Punk bewege. Die Musik sei eine Mischung aus „Sludge, atmosphärischem Black Metal, etwas purem Doom und auch einer Prise Death“. Die Geschwindigkeit und Stimmung in den Liedern wechsele häufig. Das Album sei sehr groove-orientiert und melodisch. Schurer beschrieb in einer späteren Heft-Ausgabe die Musik auf Savage Gold als eine Mischung aus Black Metal, Punk und Hardcore Punk. Das Album wirke im Vergleich zum Vorgänger metallischer.

## Diskografie
- 2007: Tombs (EP, Black Box Recordings)
- 2008: Tombs / Planks (Split mit Planks, Black Box Recordings)
- 2009: Winter Hours (Album, Relapse Records)
- 2010: Fear Is the Weapon (Kompilation, Relapse Records)
- 2011: Path of Totality (Album, Relapse Records)
- 2012: Ashes (Single, Decibel Records)
- 2012: Label Showcase – Relapse Records (Split mit Black Tusk, Revocation und Exhumed, Scion Audio Visual Records)
- 2014: Savage Gold (Album, Relapse Records)
- 2017: The Grand Annihilation (Album, Metal Blade Records)